# Abdou Jammeh
Abdou Jammeh, auch Tea-Boy genannt, (* 13. Februar 1986 in Bakau) ist ein ehemaliger gambischer Fußballspieler und aktiver Trainer.

## Karriere

### Verein
Jammeh begann seine Profikarriere 2003 in seinem Heimatland bei Steve Biko FC. Nach nur einer Spielzeit wechselte der Defensivspieler nach Tunesien, wo er bei Espérance Sportive de Zarzis unterschrieb. Auf Anhieb gewann er mit seinem neuen Klub den Tunesischen Präsidenten-Pokal. Damit qualifizierte sich das Team für den CAF Confederation Cup 2006. Dort schied der Klub jedoch bereits nach der ersten Runde aus. 2007 wechselte Jammeh dann nach Russland, wo er fortan für Tekstilschtschik Iwanowo aktiv war. Nach dem Abstieg von Iwanowo transferierte er zu Torpedo Moskau. Sein Ligadebüt für den Hauptstadtklub gab der Rechtsverteidiger am 27. März 2008 gegen Nosta Nowotroizk. Wiederum nach nur einem Jahr, nachdem der Vertrag im Dezember 2008 ausgelaufen war, verließ Jammeh Russland und wechselte zu Lierse SK nach Belgien. Zum ersten Spieltag der neuen Spielzeit 2009/10 gab der Defensivspieler sein EXQI-League-Debüt, als er die vollen neunzig Minuten absolvierte. Nachdem er im Verlauf der Spielzeit aber nur zu wenigen Einsätzen gekommen war, entschied sich Jammeh den Klub wieder zu verlassen. Schließlich zog es ihn nach Zypern, wo er für Doxa Katokopia verteidigte. Mitte 2011 wechselte er nach Kuwait zum Kazma SC. Dort kam er wieder häufiger zum Zuge. Nach einem dreimonatigen Intermezzo in seiner Heimat landete er Mitte 2013 bei Ligakonkurrent Al-Fahaheel SC, mit dem er zwei Jahre lang gegen den Abstieg kämpfte. Anfang 2015 holte ihn Rovaniemi PS nach Finnland. Hier wurde er zum Stammspieler und erreichte mit seiner Mannschaft die Vizemeisterschaft 2015. Nach zwei Spielzeiten verließ er den Klub wieder und heuerte Anfang 2017 bei al-Shamal SC in Katar an. Ein halbes Jahr später wechselte er zu Selangor FA nach Malaysia.

### Nationalmannschaft
Für die gambische Fußballnationalmannschaft war er während der Qualifikation für die Fußball-Weltmeisterschaft 2010 im Einsatz. 2007 wurde er zwei Spiele suspendiert.

### Trainer
Jammeh besitzt eine UEFA B-Trainerlizenz des finnischen Verbandes und betreut als Co-Trainer seit November 2019 die U-17 Auswahl von Gambia.